# Výrov (hradiště)
Výrov je pozdně halštatské a raně středověké hradiště na stejnojmenném vrchu (510 metrů) v severozápadních Čechách, 1,5 kilometru jižně od Třeskonic v okrese Louny.

## Popis hradiště

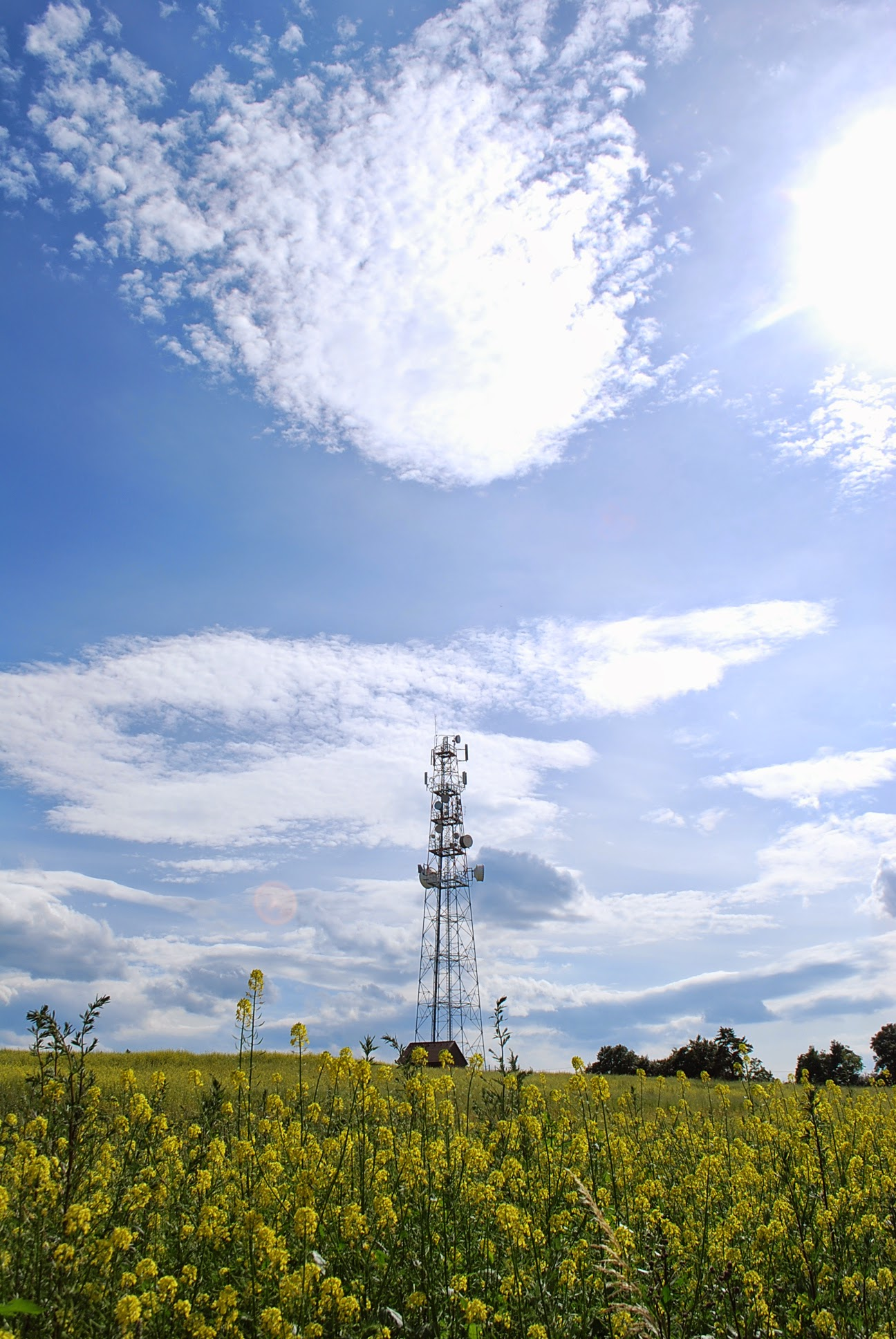
Vysílač na Výrově

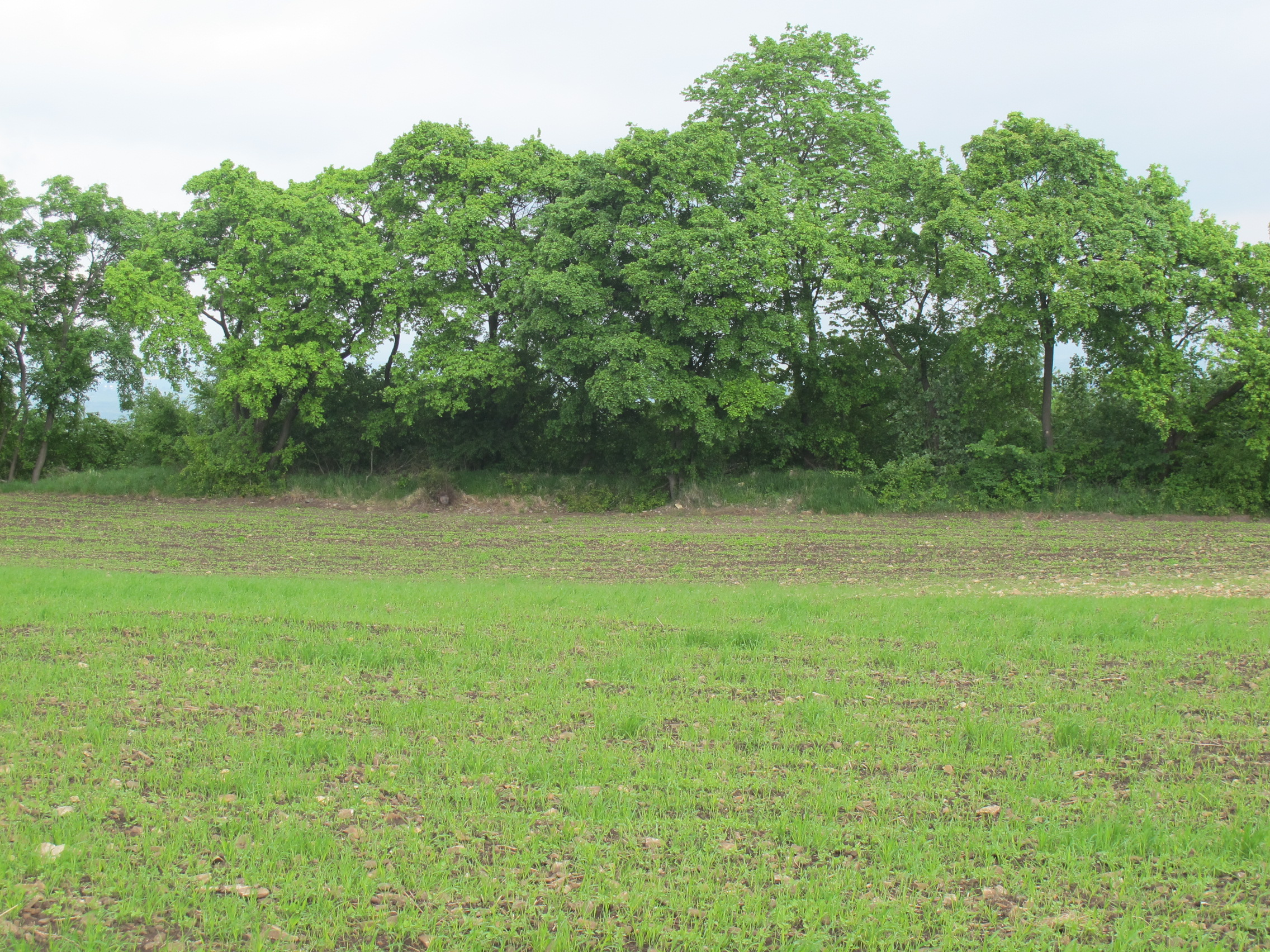
Valy na severní straně hradiště

Tvoří ho lichoběžníkové plató na vrcholu kopce, nazývaného kdysi také Vysoký Kuk, o rozloze 5,9 hektaru. Po obvodu hradiště běží v délce 1,7 km porušený kamenný val, který má charakter terénní vlny. Nejzachovalejší je na severní straně, kde dosahuje místy výšky 2 metrů. Původní vstup na hradiště ležel pravděpodobně v místech dnešního přístupu lesní cestou na severovýchodě.
V šedesátých letech 20. století byl zplanýrován příčný val, který ve směru východ – západ dělil hradiště na dvě části. Poslední archeologický výzkum na Výrově byl proveden roku 1983. Při něm bylo zjištěno, že vnější strana východního valu je tvořena opukovou lícovanou zdí. Sondážemi uvnitř hradiště a na úpatí valů byly získány zejména střepy z pozdní doby halštatské (asi 500–420 př. n. l.) a z doby raného středověku (nejspíše 8. a 9. století). Jako opevněná lokalita byl Výrov založen v starší době železné. Slované pak v době hradištní využili a zpevnili starší fortifikaci. Vzhledem k významné strategické poloze v dolním Poohří byl zřejmě Výrov obýván ve většině pravěkých období. Svědčí o tom starší nálezy z doby neolitu, eneolitu, knovízské kultury, doby laténské a doby římské.

## Přístup na hradiště
- Z Třeskonic po červené turistické značce na vrchol (1,5 km)
- Z Pnětluk po zelené turistické značce na Výrov – rozcestí, odtud po červené turistické značce na vrchol: (4,5 km)

Od vysílače na vrcholu je rozhled západním směrem na Doupovské hory.